# Jan Kupecký
Jan Kupecký, češko-madžarski baročni slikar, * 1667, Pezinok, † 1740, Nürnberg.